# Метт Серра
Меттью Джон Серра (англ. Matthew John Serra; *2 червня 1974, Іст Мідоу, Нью-Йорк, США) — американський спортсмен, борець дзюдзюцу, спеціаліст зі змішаних бойових мистецтв (англ. MMA). Чемпіон світу зі змішаних бойових мистецтв у напівсередній ваговій категорії за версією UFC (2007 – 2008 роки). Переможець четвертого сезону «Абсолютного бійця» у напівсередній ваговій категорії (2006 рік). Золотий медаліст Панамериканських ігор із бразильського дзюдзюцу (1999 рік). Призер чемпіонату світу з грепплінгу (1999 рік).
В квітні 2007 року Метт Серра шокував світ змішаних єдиноборств, здолавши яскравим нокаутом діючого чемпіона світу — Жоржа Сен-П'єра. Відібраний пояс Серра зберігав не довго і в бою-реванші повернув трофей попередньому чемпіону. Обидва видовищних поєдинки були включені у список «100 найкращих боїв UFC» за опитуванням глядачів.